# Ben Folds
Benjamin Scott Folds (ur. 12 września 1966 w Winston-Salem) – amerykański piosenkarz i lider zespołu Ben Folds Five
W zespole jest wokalistą, pianistą i multiinstrumentalistą. Nagrał wiele albumów, między innymi Songs for silverman czy ścieżkę dźwiękową ze Skoku przez płot. Gra jako wokalista, ale wcześniej przewodził zespołowi Ben Folds Five.